# Cydonia Labyrinthus
Cydonia Labyrinthus és una formació geològica de tipus labyrinthus a la superfície de Mart, localitzada amb el sistema de coordenades planetocèntriques a 43.05 ° latitud N i 351.29 ° longitud E, que fa 344.05 km de diàmetre. El nom va ser aprovat per la UAI l'any 2003 i fa referència a una característica d'albedo localitzada a 50 ° latitud N i 355 ° longitud O.